# Kernel
Kernel je priimek v Sloveniji, ki ga je po podatkih Statističnega urada Republike Slovenije na dan 1. januarja 2010 uporabljalo 37 oseb.

## Znani nosilci priimka
- Cvetka Kernel, ravnateljica gozdarske šole v Postojni 2002-22
- Davor Kernel, muzealec (kamnoseštvo na Krasu)
- Gabrijel Kernel (1932 - 2025), fizik, univerzitetni profesor, akademik
- Igor Kernel (*1958/9), cineast, publicist
- Irena Kernel (1938 - 2013), knjižničarka
- Leon Kernel (Krnel) (*1956), kulturni delavec, zborovodja, organist, inženir gozdarstva